# 第59届奥斯卡金像奖
第59届奥斯卡颁奖典礼是美国电影艺术与科学学院旨在奖励1986年最优秀电影的一场晚会，于太平洋时区1987年3月30日下午18点（北美东部时区晚上21点）开始在美国加利福尼亚州洛杉矶好莱坞的多萝茜·钱德勒大厅举行，共计颁发了23个类别的奥斯卡金像奖（也称学院奖）。晚会通过美国广播公司在美国直播，小塞缪尔·戈尔德温担任制片人，马蒂·帕赛塔导演。切维·切斯、歌蒂·韩和保罗·霍根3位演员共同担任主持人。这是切斯和霍根首度主持奥斯卡颁奖典礼，也是韩第二次担任主持人，她曾主持过前一年举行的第58届奥斯卡颁奖典礼。8天前的3月22日，女演员凯瑟琳·海克丝（Catherine Hicks）在加利福尼亚州比佛利山的比佛利希尔顿酒店主持颁发了奥斯卡科技成果奖。
《野战排》赢得了包括最佳影片、导演在内的四项大奖，是这个夜晚的最大赢家。其它获奖电影包括胜出三项的《汉娜姐妹》和《看得见风景的房间》，获奖两项的《异形2》，以及胜出一项的《你只拥有时间》（Artie Shaw: Time Is All You've Got）、《战火葬童年》（De aanslag）、《失宠于上帝的孩子们》、《金钱本色》、《在美国潦倒》（Down and Out in America）、《变蝇人》、《希腊悲剧》（A Greek Tragedy）、《教会》、《珍贵图像》（Precious Images）、《午夜旋律》（Round Midnight）、《壮志凌云》和《女人——为了美国，为了世界》（Women – for America, for the World）。

## 获奖和提名
第59届奥斯卡金像奖提名名单于1987年2月11日由学院主席罗伯特·怀斯与两位演员唐·阿米契和安杰丽卡·休斯顿一起在比佛利山的塞缪尔·戈尔德温剧院公布:689。《野战排》和《看得见风景的房间》均以8项提名领跑。
获奖名单在1987年3月30日举行的颁奖典礼上公布。玛丽·玛特琳与为首位获奥斯卡金像奖肯定的聋哑演员，至今仍是最年轻的女主角奖得主:396。获男主角奖的保罗·纽曼曾在1961年的《江湖浪子》中扮演“快枪手艾迪”·费尔森一角，成为历史上第四位在两部电影中出演同一角色并且双双获提名的男演员:397。纽曼的妻子乔安娜·伍德沃德曾因1957年的《三面夏娃》获第30届奥斯卡最佳女主角奖，两人至此成为历史上第二对奥斯卡获奖演员夫妇:396。

### 奖项

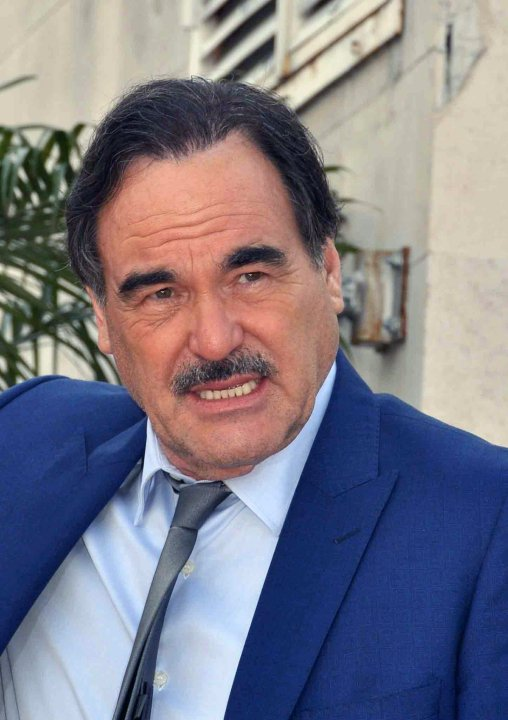
奥利佛·斯通因《野战排》获导演奖

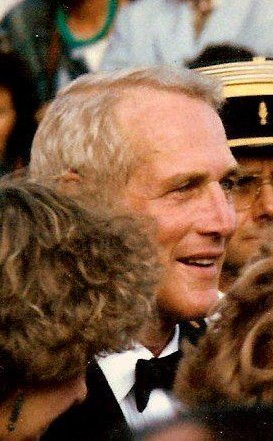
保罗·纽曼因《金钱本色》获男主角奖

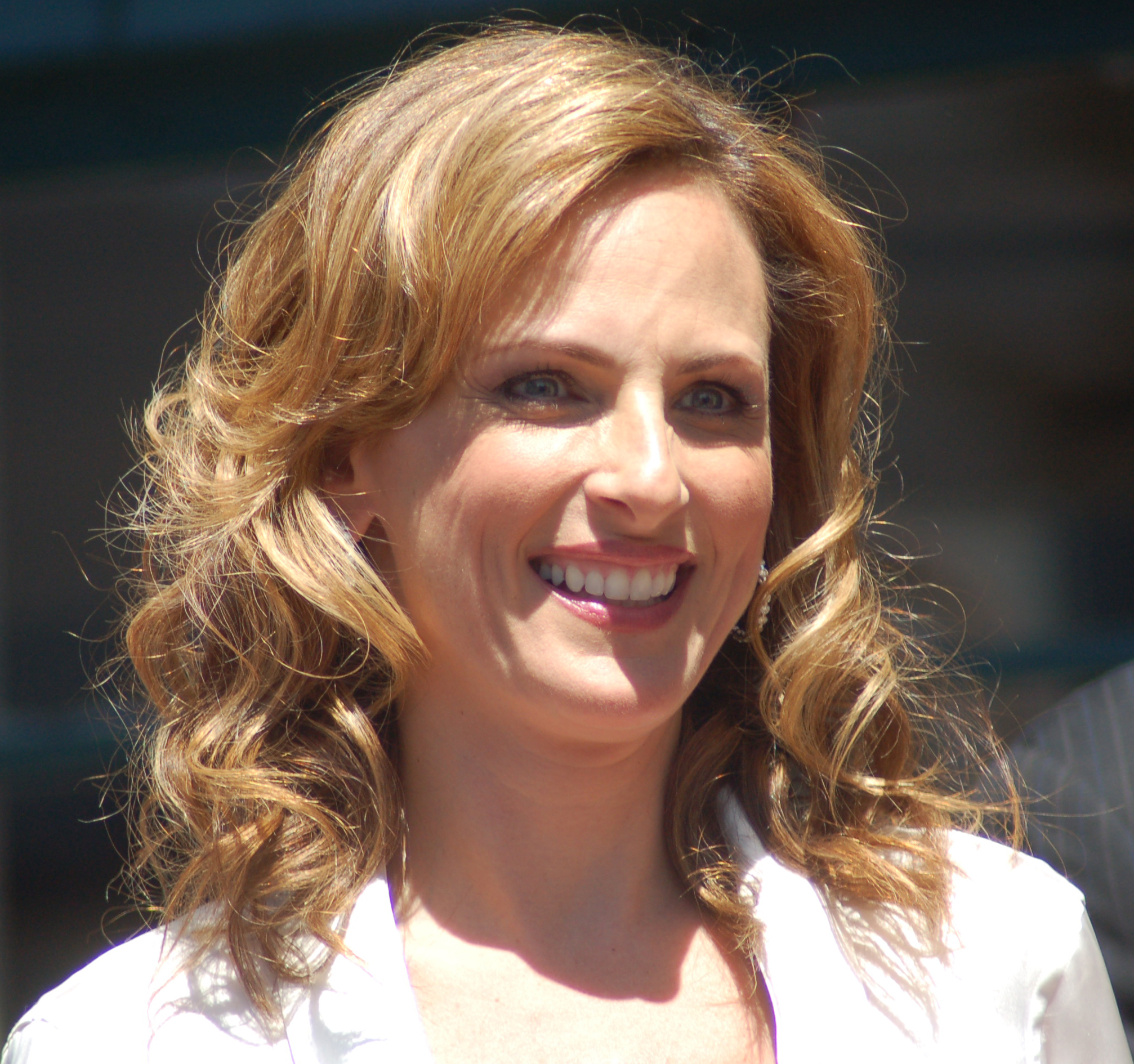
玛丽·玛特琳因《失宠于上帝的孩子们》获女主角奖

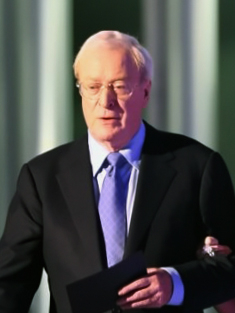
迈克尔·凯恩因《汉娜姐妹》获男配角奖

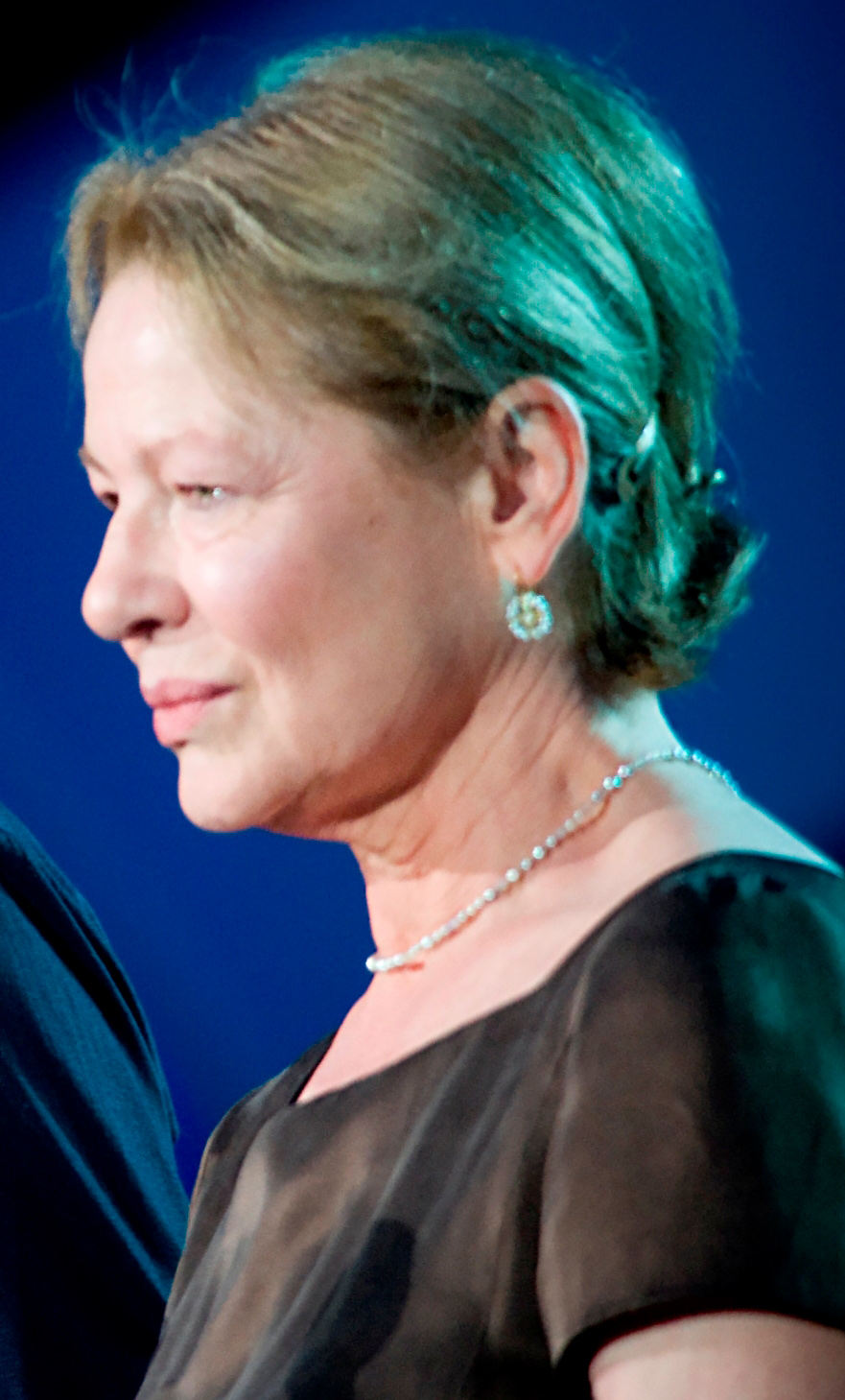
黛安·韦斯特因《汉娜姐妹》获女配角奖

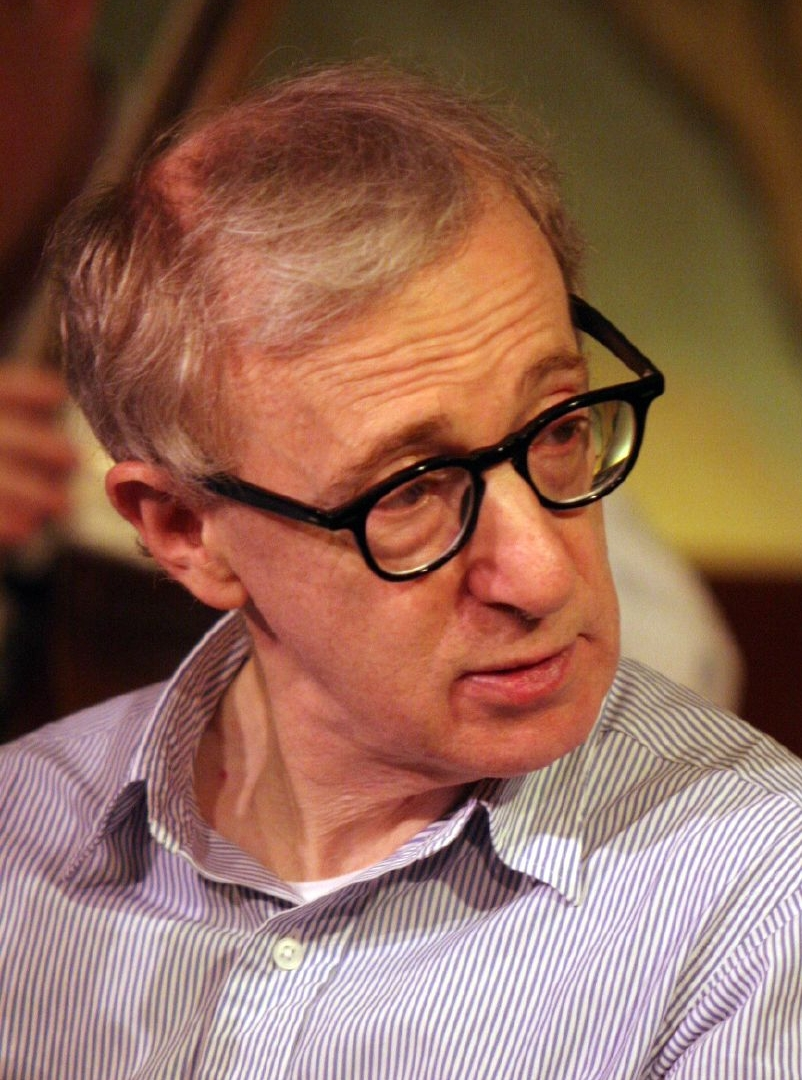
伍迪·艾伦因《汉娜姐妹》获原著剧本奖

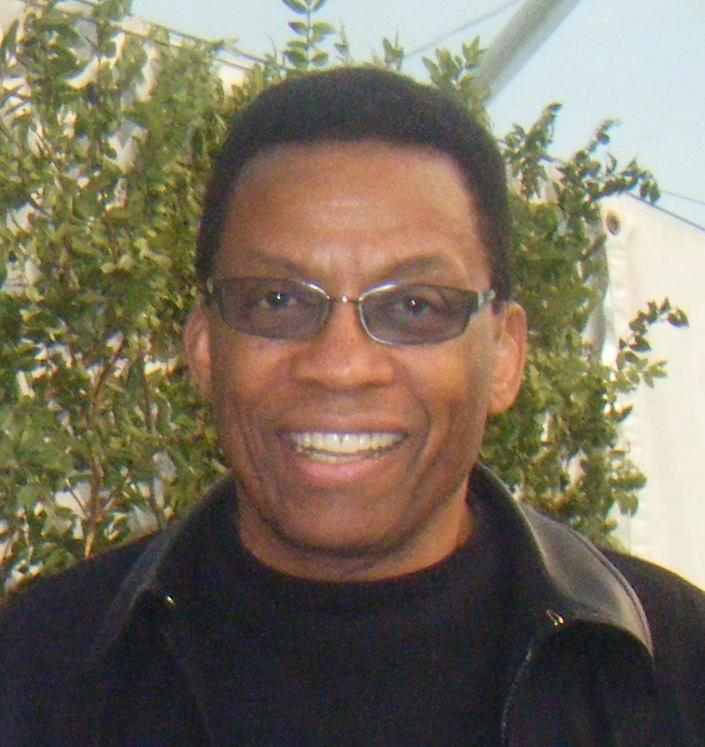
贺比·汉考克因《午夜旋律》获原创配乐奖

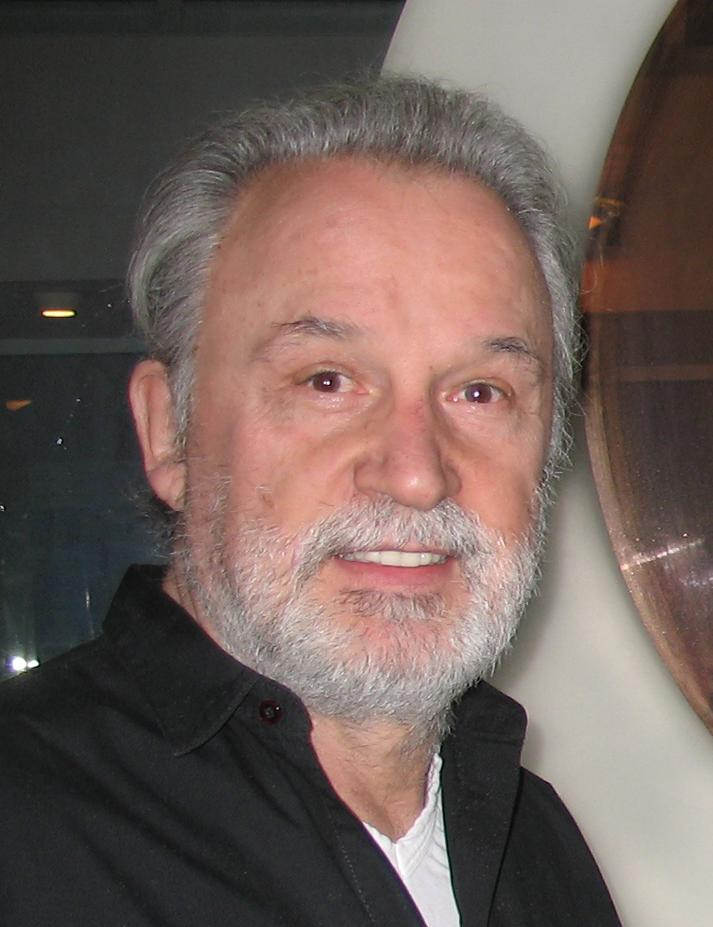
吉奥吉·莫罗德因《壮志凌云》插曲“Take My Breath Away”获原创歌曲奖

获奖作品列在最上方一行，并且右侧会附上‡符号：
| 最佳影片 | 导演 |
| --- | --- |
| - 《野战排》——阿诺德·科派尔森（Arnold Kopelson）‡ - 《失宠于上帝的孩子们》——伯特·舒格曼（Burt Sugarman）和帕特里克·帕尔默（Patrick J. Palmer） - 《汉娜姐妹》——罗伯特·格林赫特（Robert Greenhut） - 《教会》——费尔南多·吉亚（Fernando Ghia）和大卫·普特南（David Puttnam） - 《看得见风景的房间》——伊斯梅尔·莫香特 | - 奥利佛·斯通——《野战排》‡ - 伍迪·艾伦——《汉娜姐妹》 - 詹姆士·艾佛利——《看得见风景的房间》 - 罗兰·约菲（Roland Joffe）——《教会》 - 大卫·林奇——《蓝丝绒》 |
| 男主角 | 女主角 |
| - 保罗·纽曼——《金钱本色》‡ - 德克斯特·戈登（Dexter Gordon）——《午夜旋律》 - 鲍勃·霍斯金斯——《蒙娜丽莎》（Mona Lisa） - 威廉·赫特——《失宠于上帝的孩子们》 - 詹姆斯·伍兹——《萨尔瓦多》（Salvador） | - 玛丽·玛特琳——《失宠于上帝的孩子们》‡ - 珍·芳達——《清晨之后》（The Morning After） - 茜茜·斯派塞克——《芳心之罪》（Crimes of the Heart） - 凯瑟琳·特纳——《佩吉·休出嫁》 - 西格妮·韦弗——《异形2》 |
| 男配角 | 女配角 |
| - 迈克尔·凯恩——《汉娜姐妹》‡ - 湯姆·貝林傑——《野战排》 - 威廉·达福——《野战排》 - 丹霍姆·艾略特（Denholm Elliott）——《看得见风景的房间》 - 丹尼斯·霍珀——《篮坛怪杰》 | - 黛安·韦斯特——《汉娜姐妹》‡ - 泰丝·哈珀（Tess Harper）——《芳心之罪》 - 派珀·劳瑞——《失宠于上帝的孩子们》 - 玛丽·伊丽莎白·马斯特兰托尼奥（Mary Elizabeth Mastrantonio）——《金钱本色》 - 玛吉·史密斯——《看得见风景的房间》 |
| 原著剧本 | 原著改编 |
| - 《汉娜姐妹》——伍迪·艾伦‡ - 《鳄鱼邓迪》（Crocodile Dundee）——保罗·霍根、肯·谢迪（Ken Shadie）和约翰·康奈尔（John Cornell） - 《我美丽的洗衣店》（My Beautiful Laundrette）——汉尼夫·库雷什（Hanif Kureishi） - 《野战排》——奥利佛·斯通 - 《萨尔瓦多》——奥利佛·斯通和里克·博伊尔（Rick Boyle） | - 《看得见风景的房间》——露丝·鲍尔·贾华拉改编自E·M·福斯特同名小说‡ - 《失宠于上帝的孩子们》——海茨帕·安德森（Hesper Anderson）和马克·麦道夫（Mark Medoff）改编麦道夫的同名剧作 - 《金钱本色》——理察·普萊斯改编沃爾特·特維斯同名小说 - 《芳心之罪》——贝丝·亨利（Beth Henley）改编自己的同名剧作 - 《伴我同行》——雷纳尔多·吉迪恩（Raynold Gideon）和布鲁斯·埃文斯（Bruce A. Evans）改编斯蒂芬·金小说《总要找到你》                                                     |
| 最佳外语片 | |
| - 《战火葬童年》（荷兰，荷蘭語和德语）——冯斯·罗德麦克斯（Fons Rademakers）‡ - 《巴黎野玫瑰》（37°2 le matin，法国，法语）——让-雅克·贝奈克斯（Jean-Jacques Beineix） - 《末日美利坚》（Le Déclin de l'empire américain，加拿大，法语）——丹尼斯·阿坎德 - 《我的甜蜜家园》（My Sweet Little Village，捷克，捷克语——伊利·曼佐 - 《38度-秋天前的维也纳》（38 – Auch das war Wien，奥地利，德语）——沃尔夫冈·格鲁克（Wolfgang Glück） | |
| 纪录片 | 纪录短片 |
| - 《你只拥有时间》——布里吉特·伯尔曼（Brigitte Berman）‡ - 《在美国潦倒》——约瑟夫·弗瑞（Joseph Feury）和米尔顿·贾斯提斯（Milton Justice）‡ - 《智利：何时才能结束》（Chile: Hasta Cuando?）——大卫·布拉德伯里（David Bradbury） - 《艾萨克·巴什维斯辛格的美国之旅》（Isaac in America: A Journey with Isaac Bashevis Singer）——柯克·西蒙（Kirk Simon）和阿姆拉姆·诺瓦克（Amram Nowak） - 《异己见证》（Witness to Apartheid）——莎朗·索弗（Sharon I. Sopher） | - 《女人——为了美国，为了世界》——薇薇安·弗登-罗伊（Vivienne Verdon-Roe）‡ - 《温文尔雅的舞者》（Debonair Dancers）——阿利森·奈-斯卡里奇（Alison Nigh-Strelich） - 《灾难制造者》（The Master of Disaster）——索尼娅·弗里德曼（Sonya Friedman） - 《瑞德·葛木斯：在温室裡的向日葵》（Red Grooms: Sunflower in a Hothouse）——汤姆·内夫（Thomas L. Neff）和马德琳·贝尔（Madeline Bell） - 《山姆》（Sam）——亚伦·怀兹布拉夫（Aaron D. Weisblatt） |
| 短片 | 动画短片 |
| - 《珍贵图像》——查克·沃克曼（Chuck Workman）‡ - 《出口》（Exit）——斯特凡诺·雷里（Stefano Reali）和皮诺·夸图洛（Pino Quartullo） - 《痴情》（Love Struck）——弗雷达·韦斯（Fredda Weiss） | - 《希腊悲剧》——琳达·范·图尔登（Linda Van Tulden）和威廉·特杰森（Willem Thijssen）‡ - 《青蛙，狗，以及恶魔》（The Frog, the Dog and the Devil）——鲍勃·斯腾豪斯（Bob Stenhouse） - 《小台灯》——约翰·雷斯特和威廉·里夫斯（William Reeves） |
| 原创配乐 | 原创歌曲 |
| - 《午夜旋律》——贺比·汉考克‡ - 《异形2》——詹姆斯·霍纳 - 《篮坛怪杰》——杰里·戈德史密斯 - 《教会》——恩尼奥·莫里科内 - 《星际旅行IV：抢救未来》——伦纳德·罗森曼（Leonard Rosenman） | - “”（《壮志凌云》插曲）——词曲：吉奥吉·莫罗德和汤姆·惠特洛克（Tom Whitlock）‡ - “”（《小子难缠续集》插曲）——作曲：彼得·塞特拉和大卫·沃尔特·福斯特；作词：彼得·塞特拉和黛安·妮妮（Diane Nini） - “”（《生之乐章》插曲）——作曲：亨利·曼西尼；作词：莱斯特·布里库西（Leslie Bricusse） - “”（《异形奇花》插曲）——作曲：艾伦·曼肯；作词：霍华德·阿什曼（Howard Ashman） - “”（《美国鼠谭》插曲）——作曲：詹姆斯·霍纳和巴里·曼（Barry Mann）；作词：辛西娅·韦尔（Cynthia Weil） |
| 音效 | 音效剪辑 |
| - 《野战排》——约翰·威尔金森、理查德·罗杰斯、查尔斯·格伦茨巴赫、西蒙·凯‡ - 《异形2》——格雷厄姆·哈特斯通、尼古拉·勒梅热勒、迈克尔·卡特、罗伊·查曼 - 《魔鬼士官長》——雷斯·弗雷斯霍茨、迪克·亚历山大、弗恩·普尔、比尔·尼尔森 - 《星际旅行IV：抢救未来》——特里·波特、大卫·哈德森、梅尔·梅特卡夫、吉恩·坎塔梅萨 - 《壮志凌云》——唐纳德·米切尔、凯文·奥康奈尔、里克·克莱恩、威廉·开普兰                                            | - 《异形2》——唐·夏普（Don Sharpe）‡ - 《星际旅行IV：抢救未来》——马克·曼吉尼（Mark Mangini） - 《壮志凌云》——西西莉娅·霍尔（Cecelia Hall）和乔治·沃特斯二世（George Watters II） |
| 艺术指导 | 摄影 |
| - 《看得见风景的房间》——艺术指导：詹尼·夸兰塔（Gianni Quaranta）和布赖恩·阿克兰-斯诺（Brian Ackland-Snow）；内部装饰：布莱恩·萨威格（Brian Savegar）和埃利奥·欧特拉穆拉（Elio Altramura）‡ - 《异形2》——艺术指导：彼得·拉蒙特（Peter Lamont）；内部装饰：克里斯皮安·萨里斯（Crispian Sallis） - 《金钱本色》——艺术指导：鲍里斯·利文（Boris Leven）；内部装饰：卡伦·奥哈拉（Karen O'Hara） - 《汉娜姐妹》——艺术指导：斯图尔特·沃泽尔（Stuart Wurtzel）；内部装饰：卡罗尔·约菲（Carol Joffe） - 《教会》——艺术指导：斯图尔特·克莱格（Stuart Craig）；内部装饰：杰克·斯蒂芬斯（杰克·斯蒂芬斯） | - 《教会》——克里斯·门格斯（Chris Menges）‡ - 《佩姬苏要出嫁》——乔丹·克罗南威斯（Jordan Cronenweth） - 《野战排》——罗伯特·理查德森 - 《看得见风景的房间》——托尼·皮尔斯-罗伯茨（Tony Pierce-Roberts） - 《星际旅行IV：抢救未来》——唐·彼得曼（Don Peterman） |
| 化妆 | 服装设计 |
| - 《变蝇人》——克里斯·沃拉斯（Chris Walas）和斯蒂芬·杜普伊斯（Stephan Dupuis）‡ - 《熊族之旅》（The Clan of the Cave Bear）——迈克尔·乔治·韦斯特莫尔（Michael George Westmore）和米歇尔·伯克（Michèle Burke） - 《黑魔王》（Legend）——罗布·波丁（Rob Bottin）和彼得·罗伯-金（Peter Robb-King） | - 《看得见风景的房间》——珍妮·碧万（Jenny Beavan）和约翰·布莱特（John Bright）‡ - 《教会》——恩里科·萨巴蒂尼（Enrico Sabbatini） - 《奥赛罗》（Otello）——安娜·安妮（Anna Anni）、莫里吉奥·米伦纳提（Maurizio Millenotti） - 《佩姬苏要出嫁》——西多拉·范·朗克尔（Theadora Van Runkle） - 《海盗夺金冠》（Pirates）——安东尼·鲍威尔（Anthony Powell） |
| 剪辑 | 视觉效果 |
| - 《野战排》——克莱尔·辛普森（Claire Simpson）‡ - 《异形2》——雷·洛夫乔伊（Ray Lovejoy） - 《汉娜姐妹》——苏珊··莫尔斯（Susan Morse） - 《教会》——吉姆·克拉克（Jim Clark） - 《壮志凌云》——比利·韦伯（Billy Weber）和克里斯·雷本桑（Chris Lebenzon） | - 《异形2》——罗伯特·斯科塔克（Robert Skotak）、斯坦·温斯顿、约翰·理查森（John Richardson）和苏珊·本森（Suzanne M. Benson）‡ - 《异形奇花》（Little Shop of Horrors）——莱尔·康威（Lyle Conway）、布兰·法伦（Bran Ferren）和马丁·古特里奇（Martin Gutteridge） - 《鬼驱人2》（Poltergeist II: The Other Side）——理查德·艾德兰德（Richard Edlund）、约翰·布鲁诺（John Bruno）、加里·沃勒（Garry Waller）和威廉·尼尔（William Neil） |

### 奥斯卡荣誉奖
- 拉尔夫·贝拉米（Ralph Bellamy）[13]

### 欧文··托尔伯格纪念奖
- 斯蒂芬·斯皮尔伯格[14]

### 提名和获奖大户
| 提名数 | 片名                     |
| ------ | ------------------------ |
| 8      | 《野战排》               |
| 8      | 《看得见风景的房间》     |
| 7      | 《异形2》                |
| 7      | 《汉娜姐妹》             |
| 7      | 《教会》                 |
| 5      | 《失宠于上帝的孩子们》   |
| 4      | 《金钱本色》             |
| 4      | 《星际旅行IV：抢救未来》 |
| 4      | 《壮志凌云》             |
| 3      | 《芳心之罪》             |
| 3      | 《佩姬苏要出嫁》         |
| 2      | 《篮坛怪杰》             |
| 2      | 《异形奇花》             |
| 2      | 《午夜旋律》             |
| 2      | 《萨尔瓦多》             |

| 获奖数 | 片名                 |
| ------ | -------------------- |
| 4      | 《野战排》           |
| 3      | 《汉娜姐妹》         |
| 3      | 《看得见风景的房间》 |
| 2      | 《异形2》            |

## 颁奖和表演嘉宾
以下人士出场颁发了奖项或表演节目：:693

### 颁奖嘉宾（按出场顺序排列）
| 姓名                              | 角色                                         |
| --------------------------------- | -------------------------------------------- |
| 汉克·西姆斯                       | 第59届奥斯卡颁奖典礼广播员                   |
| 罗伯特·怀斯                       | 致开幕词欢迎各位嘉宾出席颁奖典礼             |
| 雪莉·麦克雷恩                     | 颁发原著改编和原著剧本奖                     |
| 玛丽·玛特琳                       | 颁发音效奖                                   |
| 唐·阿米契 安杰丽卡·休斯顿         | 颁发女配角奖                                 |
| 切维·切斯                         | 颁发音效剪辑奖                               |
| 劳伦·白考尔                       | 颁发服装设计奖                               |
| 克里斯托弗·里夫 伊莎贝拉·罗西里尼 | 颁发艺术指导奖                               |
| 珍妮弗·琼斯                       | 颁发摄影奖                                   |
| 海伦娜·邦汉·卡特 马修·布罗德里克  | 颁发纪录短片奖                               |
| 理查德·德莱弗斯                   | 向斯蒂芬·斯皮尔伯格颁发欧文·G·托尔伯格纪念奖 |
| 伦纳德·尼莫伊 威廉·夏特纳         | 颁发视觉效果奖                               |
| 奥普拉·温弗瑞                     | 颁发纪录片奖                                 |
| 杰夫·布里吉斯 西格妮·韦弗         | 颁发男配角奖                                 |
| 伯纳黛特·彼得斯                   | 颁发原创歌曲奖                               |
| 贝特·米德勒                       | 颁发原创配乐奖                               |
| 汤姆·汉克斯 宾尼兔                | 颁发动画短片奖                               |
| 罗德尼·邓吉菲尔德                 | 颁发化妆奖                                   |
| 索尼娅·布拉加 迈克尔·道格拉斯     | 颁发短片奖                                   |
| 威廉·赫特                         | 颁发女主角奖                                 |
| 莫利·林沃德                       | 颁发剪辑奖                                   |
| 安东尼·奎恩                       | 颁发外语片奖                                 |
| 卡尔·莫尔登                       | 向拉尔夫·贝拉米颁发奥斯卡荣誉奖              |
| 伊丽莎白·泰勒                     | 颁发导演奖                                   |
| 贝蒂·戴维斯                       | 颁发男主角奖                                 |
| 达斯汀·霍夫曼                     | 颁发最佳影片奖                               |

### 表演嘉宾（按出场顺利排列）
| 姓名                                 | 角色          | 表演                                |
| ------------------------------------ | ------------- | ----------------------------------- |
| 莱昂内尔·纽曼                        | 音乐编排 指挥 | 管弦乐                              |
| 多姆·德路易斯 森田则之 特利·萨瓦拉斯 | 表演者        | 《红男绿女》插曲“”                  |
| 伯纳黛特·彼得斯                      | 表演者        | 演唱全部5首原创歌曲奖提名曲目的片段 |
| 娜塔莉·科尔 詹姆斯·英格拉姆          | 表演者        | 《美国鼠谭》插曲“”                  |
| 彼得·塞特拉                          | 表演者        | 《小子难缠续集》插曲“”              |
| 梅尔巴·穆尔 娄·罗尔斯                | 表演者        | 《壮志凌云》插曲“”                  |
| 托尼·本内特                          | 表演者        | 《生之乐章》插曲“”                  |
| 列维·斯塔布斯                        | 表演者        | 《异形奇花》插曲“”                  |

## 典礼资讯
为了重振奖项声威，扭转收视率下跌的困局，美国电影艺术与科学学院于1986年11月聘请小塞缪尔·戈尔德温担任奥斯卡颁奖典礼电视直播的制作人，这也是他首次担此要职。次年3月，戈尔德温宣布喜剧演员切维·切斯、奥斯卡获奖女演员歌蒂·韩以及曾获奥斯卡奖提名的保罗·霍根将共同承担1987年颁奖晚会的主持职责。男演员罗宾·威廉斯本来也会成为主持人之一，但由于他已经承诺出演《早安越南》而不得不退出。
戈尔德温工作中的一个重大举措就是将晚会的时长缩短到不超过3小时。对此他告诉记者，获奖者的得奖感言时间会定在45秒，摄像机旁边的“灯光会在45秒时开始闪烁，到55秒时就会变成红色。过了一分钟的时候我们就要么会切换到广告，要么会进入别的程序。我们还要求一起上台领奖的多人挑选出一位发言人”。此外，全部5首获原创歌曲奖提名的作品也不会再像以前那样分别演出，而是会全部合并到一起作为表演曲目，女演员贝尔纳黛特·彼得斯演唱每首歌的短暂片段。戈尔德温还打算把纪录片和短片类奖项改到另一次颁奖仪式上进行，但美国电影艺术与科学学院没有同意:691。
另外还有多人参与了颁奖典礼的制作。曾获奥斯卡金像奖肯定的服装设计师西奥尼·阿尔德里奇（Theoni V. Aldredge）获聘成为晚会的时尚顾问，监督了5部获服装设计奖提名电影的“时装秀”部分:716。莱昂内尔·纽曼担任典礼的音乐总监和指挥:387。男演员多姆·德路易斯（Dom DeLuise）、森田则之和特利·萨瓦拉斯在晚会开场时表演了音乐剧《红男绿女》（Guys and Dolls）插曲:694。

### 提名电影票房表现
截对1987年2月11日提名公布，5部获最佳影片奖提名的电影在美国的总票房收入为1亿1940万8531美元，平均每部2388万1706美元。其中《野战排》以3929万7361美元排在首位，其后分别是进账3539万2203美元的《汉娜姐妹》，收入2213万1104美元的《失宠于上帝的孩子们》，1148万9130美元的《看得见风暴的房间》和1109万8733美元的《教会》。
在1986年美国电影票房50强中，有18部电影获得了共计55项提名。其中《鳄鱼邓迪》（亚军）、《异形2》（第6位）、《金钱本色》（第11位）、《与我同行》（第12位）、《佩姬苏要出嫁》（第18位）、《野战排》（第23位）、《汉娜姐妹》（第29位）、《清晨之后》（第38位）、《金钱本色》（第40位）和《芳心之罪》（第43位）获得了最佳影片、导演、演员或编剧类奖项提名。另外8部获提名的电影分别是《壮志凌云》（冠军）、《小子难缠续集》（季军）、《星际旅行IV：抢救未来》（第4位）、《美国鼠谭》（第5位）、《战火云霄》（第17位）、《鬼驱人2》（第19位）、《变蝇人》（第22位）和《异形奇花》（第30位）。

### 专业评价
本届晚会所获评价褒贬不一，部分媒体看法较为负面。《和风日报》（Daily Breeze）专栏作家杰里·罗伯茨（Jerry Roberts）批评节目乱成一团，仿佛某种狂欢节上的怪胎展览，极尽奢华之能事，仿佛一场高调自负、哗众取宠的风暴。虽然切斯和韩都已尽力把晚会的气氛炒热，但缓慢而繁琐的节目进程让他们徒劳无功。《华盛顿邮报》电视评论员汤姆·谢尔斯（Tom Shales）在文章中称，今年的奥斯卡颁奖典礼像往常一样未能把握好节奏，到处都是嘈杂的活动风暴，来宾的领口一个比一个开得低，内容空洞，并且也像近几年那样缺乏惊喜。他还调侃道，节目中加入的服装设计奖提名作品展示拖累了晚会的节奏。《费城询问报》影评人卡丽·瑞基（Carrie Rickey）批评晚会节奏过于缓慢，“仿佛观看蛞蝓和蜗牛赛跑。”她之后还称颁奖典礼最致命的的问题是患有“奥斯卡硬化症”（Oscarsclerosis），导致节目中再次充斥着太多拉斯维加斯风格的表演曲目。
其他媒体对节目的评价更为正面。《西雅图时报》影评人约翰·哈特尔（John Hartl）觉得颁奖典礼的“节奏恰到好处，充满了漫画和动漫电影片段。”他还称赞制片人戈尔德温请来了包括主持人切斯这样的喜剧演员，以及罗德尼·邓吉菲尔德（Rodney Dangerfield）这样的颁奖嘉宾，“保持节目轻松而风趣”。《纽约时报》专栏作家珍妮特·马斯林（Janet Maslin）写道：“这是多年来最有条不紊、最精彩多年并且节奏把握最恰当的节目。”她还表示，如果没有主持人霍根和切斯的诙谐与戏谑，“节目看上去会非常黯淡无光”。《橘郡纪事报》电视评论员迈克尔·伯克特（Michael Burkett）评价：“周一晚上的第59届奥斯卡颁奖典礼已经非常接近你可以希望拥有的一切：相当强的娱乐性、相对较快的进程，那些无趣的怀旧段落也异常之短，还有足够的优秀电影片段满足一轮视觉上的追求”。

### 收视率
本届颁奖典礼通过美国广播公司在美国直播，其播出时段里平均有3719万观众收看，与前一年相比降低了2%。不过在尼尔森收视率调查的数据看，节目的表现却要好过前一年，吸引了27.5%的家庭观众，收视率超过43%。媒体报道中指出，与同晚在CBS电视网播出的1987年全美大学体育协会男子第一组篮球联赛决赛相比，晚会的收视率更高。